# Langeron
Langeron – miejscowość i gmina we Francji, w regionie Burgundia-Franche-Comté, w departamencie Nièvre.
Według danych na rok 1990 gminę zamieszkiwało 316 osób, a gęstość zaludnienia wynosiła 16 osób/km² (wśród 2044 gmin Burgundii Langeron plasuje się na 600. miejscu pod względem liczby ludności, natomiast pod względem powierzchni na miejscu 450.).